# 西南社区发展理事会

西南社區發展理事會

西南社区发展理事会（英語：South West Community Development Council）是新加坡共和國設立的五個社區發展理事會之一，協助地區政府政策和項目的管理。
西南區包括：
- 蔡厝港集選區（英语：Chua Chu Kang GRC）
  - 武吉甘柏
  - 蔡厝港
  - 吉豐
  - 南洋
- 裕廊集選區
  - 裕廊中
  - 裕泉
  - 達曼裕廊
  - 金文泰
  - 武吉巴督東
- 西海岸集選區
  - 亞逸拉惹
  - 文禮
  - 直落布蘭雅
  - 西海岸
- 武吉巴督單選區
- 豐加北單選區（英语：Hong Kah North SMC）
- 先驅單選區
- 裕華單選區（英语：Yuhua SMC）

## 市長
劉燕玲为现任西南区市长。
| # | 名稱   | 選區          | 任期開始 | 任期結束 | 政党       |
| - | ------ | ------------- | -------- | -------- | ---------- |
| 1 | 符喜泉 | 裕廊          | 2001年   | 2004年   | 人民行动党 |
| 2 | 許連碹 | 豐加、 豐加北 | 2004年   | 2014年   | 人民行动党 |
| 3 | 劉燕玲 | 蔡厝港        | 2014年   | 現任     | 人民行动党 |

## 外部連結
- 西南社區發展理事會（页面存档备份，存于）

1°19′N 103°43′E / 1.317°N 103.717°E